# Law of the Plainsman
Law of the Plainsman (auch Tales of the Plainsman) ist eine US-amerikanische Westernserie, die von 1959 bis 1960 lief. Die Hauptrolle spielte Michael Ansara.

## Inhalt
Als Teenager rettete der Apache Buck Hart einem Offizier der US-Army, den er eigentlich skalpieren sollte, das Leben. Als der Offizier Jahre später starb, vererbte er Sam Buckhart, wie er seinen Retter genannt hatte, viel Geld. Sam verwendete das Geld für ein Jurastudium in Harvard. Nach dem Abschluss kehrte er nach New Mexico zurück und wurde ebenso wie Billy Lordan ein Deputy von Marshal Andy Morrison. Sam lebt im Gästehaus von Martha Commager. In der ersten Folge rettet er die achtjährige Tess Wilkins vor dem Mörder ihres Vaters. Tess lebt seitdem ebenfalls im Gästehaus.

## Hintergrund
Die Idee zur Figur des Sam Buckhart entstand, als Jules V. Levy, Arthur Gardner und Arnold Laven sich überlegten, wie sie Michael Ansara, der zu dieser Zeit in der Fernsehserie Broken Arrow erfolgreich einen Apachen darstellte, in ihrem Serienuniversum unterbringen konnten. Mit der Hilfe des Drehbuchautors Cyril Hume entwickelten sie eine Folge für ihre Serie Westlich von Santa Fé. Die Regie dieser Folge, Ein Apache als Marshall, lag bei Arnold Laven, der später meinte, er habe sie als Pilotfilm angelegt. Die Folge wurde am 17. Februar 1959 auf ABC erstausgestrahlt. Am 9. Juni 1959 folgte mit Angst um Fred eine zweite Folge um Sam Buckhart. Beide Folgen erreichten gute Zuschauerzahlen.
Die Serie sollte ursprünglich The Plainsman heißen, was aber wegen des Films Der Held der Prärie, dessen Originaltitel so hieß, nicht möglich war. Daher wurde zunächst Tales of the Lawman und dann Law of the Plainsman gewählt. Die von Cardiff Productions und Four Star Television zusammen produzierte Serie wurde bei Four Star in Studio City (Los Angeles) gedreht. Allerdings hatte ABC kein Interesse an Law of the Plainsman, weshalb die Serie an NBC weitergegeben wurde. Dort liefen zwischen dem 1. Oktober 1959 und dem 5. Mai 1960 30 Folgen. Danach wurde die Serie nicht verlängert (manche Quellen schreiben von 34 Folgen, geben aber keine Informationen über die zusätzlichen Folgen). Arnold Laven, der zu dieser Zeit hauptsächlich mit Kein Fall für FBI beschäftigt war, meinte, die Serie sei gescheitert, weil zu viele verschiedene Drehbuchautoren daran gearbeitet hätten und daher kein konsistenter Stil dafür entwickelt werden konnte.
1962 wurde Law of the Plainsman auf ABC wiederholt, und ab 1965 zusammen mit den Westernserien The Westerner, Black Saddle und Johnny Ringo unter dem gemeinsamen Serientitel The Westerners in den USA gezeigt.
Im deutschsprachigen Raum war Law of the Plainsman als Serie nicht im Fernsehen zu sehen. Das ZDF folgte ab 1972 aber dem Beispiel von The Westerners. Zwischen dem 22. März 1972 und dem 21. März 1973 liefen daher 15 Folgen von Law of the Plainsman unter dem Seriennamen Von Cowboys, Sheriffs und Banditen. Dabei wurde Sam Buckhart von Christian Brückner und Marshal Andy Morrison von Herbert Weicker gesprochen. Auch Christian Marschall, Gert Günther Hoffmann und Helmo Kindermann sprachen Figuren aus Law of the Plainsman.

## Episoden
| Nr. (ges.) | Nr. (St.) | Deutscher Titel                   | Originaltitel              | Erstausstrahlung Vereinigte Staaten | Deutschsprachige Erstausstrahlung (D) | Regie              | Drehbuch            | Gastdarsteller                                  |
| ---------- | --------- | --------------------------------- | -------------------------- | ----------------------------------- | ------------------------------------- | ------------------ | ------------------- | ----------------------------------------------- |
| 1          | 1         | Sam und das kleine Mädchen Tess   | Prairie Incident           | 1. Okt. 1959                        | 22. März 1972                         | Douglas Heyes      | Harry Kronman       | Richard Devon, Pat O’Malley                     |
| 2          | 2         | Sam und der bekehrte Bandit       | Full Circle                | 8. Okt. 1959                        | 12. Apr. 1972                         | Jerry Hopper       | David Lang          | Lyle Bettger, Gail Kobe                         |
| 3          | 3         | -                                 | A Matter of Life and Death | 15. Okt. 1959                       | -                                     | Richard Whorf      | Cyril Hume          | Roberto Contreras, Paul Carr                    |
| 4          | 4         | -                                 | The Hostiles               | 22. Okt. 1959                       | -                                     | Don Medford        | Calvin Clements Sr. | Clu Gulager, Suzanne Lloyd, Dabbs Greer         |
| 5          | 5         | Sam und der Überfall              | Passenger to Mescalero     | 29. Okt. 1959                       | 14. Juni 1972                         | William F. Claxton | Palmer Thompson     | Brian G. Hutton, Richard Gaines, Hope Summers   |
| 6          | 6         | -                                 | Blood Trails               | 5. Nov. 1959                        | -                                     | Richard Whorf      | Arthur Browne Jr.   | Chris Alcaide                                   |
| 7          | 7         | -                                 | Desperate Decision         | 12. Nov. 1959                       | -                                     | Robert Gordon      | David Lang          | Robert J. Wilke, John Marley                    |
| 8          | 8         | Sam und die Begegnung in Santa Fe | Appointment in Santa Fe    | 19. Nov. 1959                       | 2. Aug. 1972                          | William F. Claxton | Arthur Browne Jr.   | John Anderson                                   |
| 9          | 9         | Sam zwischen Bürgern und Banditen | The Gibbet                 | 26. Nov. 1959                       | 23. Aug. 1972                         | William F. Claxton | Pat Fielder         | Robert F. Simon, Mort Mills, Bill Erwin         |
| 10         | 10        | Sam und das Greenhorn             | The Dude                   | 3. Dez. 1959                        | 17. Mai 1972                          | Ted Post           | Cyril Hume          | Robert Vaughn, Peter Whitney                    |
| 11         | 11        | Sam und ein gefährlicher Irrtum   | The Innocents              | 10. Dez. 1959                       | 5. Juli 1972                          | Ted Post           | Bob Barbash         | Olive Carey, Carter DeHaven                     |
| 12         | 12        | Sam macht reinen Tisch            | Clear Title                | 17. Dez. 1959                       | 27. Sep. 1972                         | John Peyser        | David P. Harmon     | Lee Van Cleef, Garry Walberg                    |
| 13         | 13        | -                                 | Toll Road                  | 24. Dez. 1959                       | -                                     | James Sheldon      | Calvin Clements Sr. | Maggie Pierce, Paul Fix, Bert Freed             |
| 14         | 14        | -                                 | Calculated Risk            | 31. Dez. 1959                       | -                                     | James Neilson      | Howard Dimsdale     | Don Grady, Chris Alcaide                        |
| 15         | 15        | Sam in gefährlicher Lage          | Fear                       | 7. Jan. 1960                        | 18. Okt. 1972                         | Paul Wendkos       | Arthur Browne Jr.   | John Larch, Peggy Webber                        |
| 16         | 16        | Sam und der Kirchenraub           | Endurance                  | 14. Jan. 1960                       | 29. Nov. 1972                         | William F. Claxton | Arthur Browne Jr.   | John Anderson, Joseph Ruskin                    |
| 17         | 17        | -                                 | The Comet                  | 21. Jan. 1960                       | -                                     | John Peyser        | Cyril Hume          | Jacques Aubuchon, Ned Glass                     |
| 18         | 18        | -                                 | The Rawhiders              | 28. Jan. 1960                       | -                                     | Paul Landres       | Jay Simms           | Peter Whitney, Joe De Santis                    |
| 19         | 19        | Sam und der fremde Marshal        | The Imposter               | 4. Feb. 1960                        | 20. Dez. 1972                         | David Lowell Rich  | David Lang          | Lawrence Dobkin, John Hoyt, Francis McDonald    |
| 20         | 20        | Sam und der unerwünschte Besuch   | Common Ground              | 11. Feb. 1960                       | 10. Jan. 1973                         | John Peyser        | Calvin Clements Sr. | Michael Pate, Jess Kirkpatrick                  |
| 21         | 21        | -                                 | The Matriarch              | 18. Feb. 1960                       | -                                     | Arthur Hilton      | Teddi Sherman       | Lynn Bari, Denver Pyle, Robert Hoy              |
| 22         | 22        | -                                 | A Question of Courage      | 25. Feb. 1960                       | -                                     | John Rich          | Donn Mullally       | Claude Akins, Patricia Donahue, Ted de Corsia   |
| 23         | 23        | Sam und die spanische Familie     | Dangerous Barriers         | 10. März 1960                       | 31. Jan. 1973                         | Paul Landres       | Harry Kronman       | Arch Johnson, Frank Puglia                      |
| 24         | 24        | Sam und der Junge aus dem Osten   | The Show-Off               | 17. März 1960                       | 21. Feb. 1973                         | John Peyser        | John Dunkel         | Scott Marlowe, Roberto Contreras, Tom London    |
| 25         | 25        | -                                 | Rabbit’s Fang              | 24. März 1960                       | -                                     | Paul Landres       | Jay Simms           | Don Dubbins, Constance Ford, Peter Brocco       |
| 26         | 26        | -                                 | Stella                     | 31. März 1960                       | -                                     | Paul Landres       | James Edwards       | Gloria Talbott, Richard Devon, Wesley Lau       |
| 27         | 27        | -                                 | Amnesty                    | 7. Apr. 1960                        | -                                     | Robert Gordon      | Lee Berg            | Robert Warwick, Biff Elliot, Paul Sorensen      |
| 28         | 28        | -                                 | Jeb’s Daughter             | 14. Apr. 1960                       | -                                     | Paul Landres       | Arthur Browne Jr.   | John Anderson, Suzanne Lloyd                    |
| 29         | 29        | -                                 | Cavern of the Wind         | 21. Apr. 1960                       | -                                     | Paul Landres       | Richard Fielder     | J. Pat O’Malley, Paul Langton, Richard Anderson |
| 30         | 30        | Sam und der Kunstschütze          | Trojan Horse               | 5. Mai 1960                         | 21. März 1973                         | Paul Wendkos       | Bob Barbash         | Gene Nelson, James Westerfield, Murvyn Vye      |

## Rezeption
Laut Gary A. Yoggi fanden zwar die beiden Folgen von Westlich von Santa Fé mit Sam Buckhart große Zuschauerresonanz, für Law of the Plainsman sei das aber nicht so gewesen. Er bescheinigt der Serie jedoch loyale Zuschauer und gute Kritiken. Dazu zitiert er Kritiken, die von einem interessanten Western schreiben, einem harten Western, der den Zuschauer häufig erreiche. Außerdem, so die zitierten Kritiken, zeige die Serie die darunter liegende Rassenfrage gemäßigter als üblich, aber auch intelligenter und realistischer. Yoggi selbst meinte, Buckhart zeige mehrere positive Eigenschaften, vor allem aber Würde. Es sei eine mehrdimensionale Figur und ein Rollenmodell. Zudem respektiert er die Leistung Michael Ansaras, hätte aber trotzdem lieber einen Schauspieler der First Nations an dessen Stelle gesehen.
Andere sahen die Serie kritischer. In der Variety meinte Bob Chandler nach zwei Monaten Laufzeit, die Serie habe zwar mit der Frage des Rassismus gute Voraussetzungen, wie man an der ersten Folge in Westlich von Santa Fé sehen könne. In der Serie habe NBC das Thema aber vermieden, weshalb Law of the Plainsman „wishy-washy“ sei, und manchmal auch unglaubwürdig. Angesichts der Wiederausstrahlungen 1962 nannte Cynthia Lowry die Serie einfach einen dümmlichen Western („silly horse opera“).